# مطبخ ألباني
المطبخ الألباني (بالألبانية: كوزينا شكيبتار [kuʒina ʃciptaɾɛ]): هو ممثل لمطبخ البحر الأبيض المتوسط. وهو أيضًا مثال على حمية البحر الأبيض المتوسط، القائمة على أهمية زيت الزيتون والفواكه والخضروات والأسماك. تتنوع تقاليد الطهي لدى الــألبان، نتيجة للـعامل البيئة، فهى الأهم ومناسبة لزراعة كل أنواع الــعشب، الـخضار والــثمار. يعتبر زيت الزيتون من أقدم أنواع الزيوت النباتية وأكثرها استخدامًا في الطبخ الألباني، وقد تم إنتاجه منذ الكلاسيكية القديمة في جميع أنحاء البلاد وخاصة على طول السواحل.
إكرام الضيف هي عادة أساسية لـلـمجتمع فى ألبانيا وتقديم الطعام جزء لا يتجزأ من استضافة الضيوف والزوار. ليس من النادر دعوة الزوار لتناول الطعام والشراب مع السكان المحليين. نتج عن قانون الشرف الألباني في العصور الوسطى، المسمى (بيسا besa)، رعاية الضيوف والغرباء كـعمل تقدير وامتنان 
ويمكن تقسيم المطبخ الألبانية إلى ثلاثة مطابخ إقليمية رئيسية: مطبخ المنطقة الشمالية له أصل ريفي وساحلي وجبلي. تُعتبر اللحوم والأسماك والخضراوات أساسية في مطبخ المنطقة الشمالية. يستخدم الناس هناك أنواع كثيرة من المكونات، التي تنمو عادة في المنطقة بما في ذلك البطاطاس، الجزر، الذرة، الفاصولياء، الكرنب (الملفوف) ولكن أيضا الكرز، الجوز واللوز. يُعتبرالثوم والبصل من المكونات المهمة للمطبخ المحلي ويضافان إلى كل طبق تقريبًا.
يتكون مطبخ المنطقة الوسطى أكبر بثلاث مرات من الريفية والجبلية والساحلية. المنطقة الوسطى هي الأكثر سهولة والأكثر ثراءً بالنباتات والتنوع البيولوجي بالإضافة إلى تخصصات الطهي. وتتميز بخصائص البحر الأبيض المتوسط بسبب قربها من البحر الغني بالأسماك. تشمل الأطباق هنا العديد من تخصصات اللحوم والحلويات بأنواعها.
في الجنوب، يتكون المطبخ من مكونين: المنتجات الريفية للحقل بما في ذلك منتجات الألبان والحمضيات وزيت الزيتون، والمنتجات الساحلية، أي المأكولات البحرية. هذه المناطق مواتية بشكل خاص لتربية الحيوانات، حيث أن المراعي وموارد الأعلاف وفيرة.
إلى جانب الثوم، يمكن القول بأن البصل هو المكون الأكثر استخدامًا في البلاد. تحتل ألبانيا المرتبة الرابعة في العالم من حيث استهلاك البصل للفرد.

## الخصائص والوجبات
موقع ألبانيا في غرب شبه جزيرة البلقان وعلى البحر الأبيض المتوسط له تأثير كبير على المطبخ الألباني. حيث تبرز العديد من الأطعمة الشائعة في حوض البحر الأبيض المتوسط، مثل الزيتون والقمح والحمص ومنتجات الألبان والأسماك والفواكه والخضروات، في تقاليد الطبخ الألبانية. وتتمتع ألبانيا بمناخ متوسطي متميز. في جميع أنحاء البلاد، تسمح مجموعة من المناخات المحلية بسبب اختلاف أنواع التربة والتضاريس بزراعة مجموعة متنوعة من المنتجات. تزدهر ثمار الحمضيات مثل البرتقال والليمون والتين والزيتون.

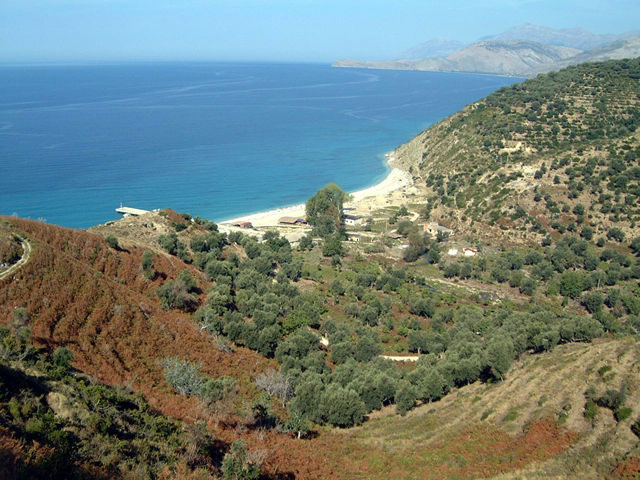
يزرع الليمون في الغالب في جنوب ألبانيا.

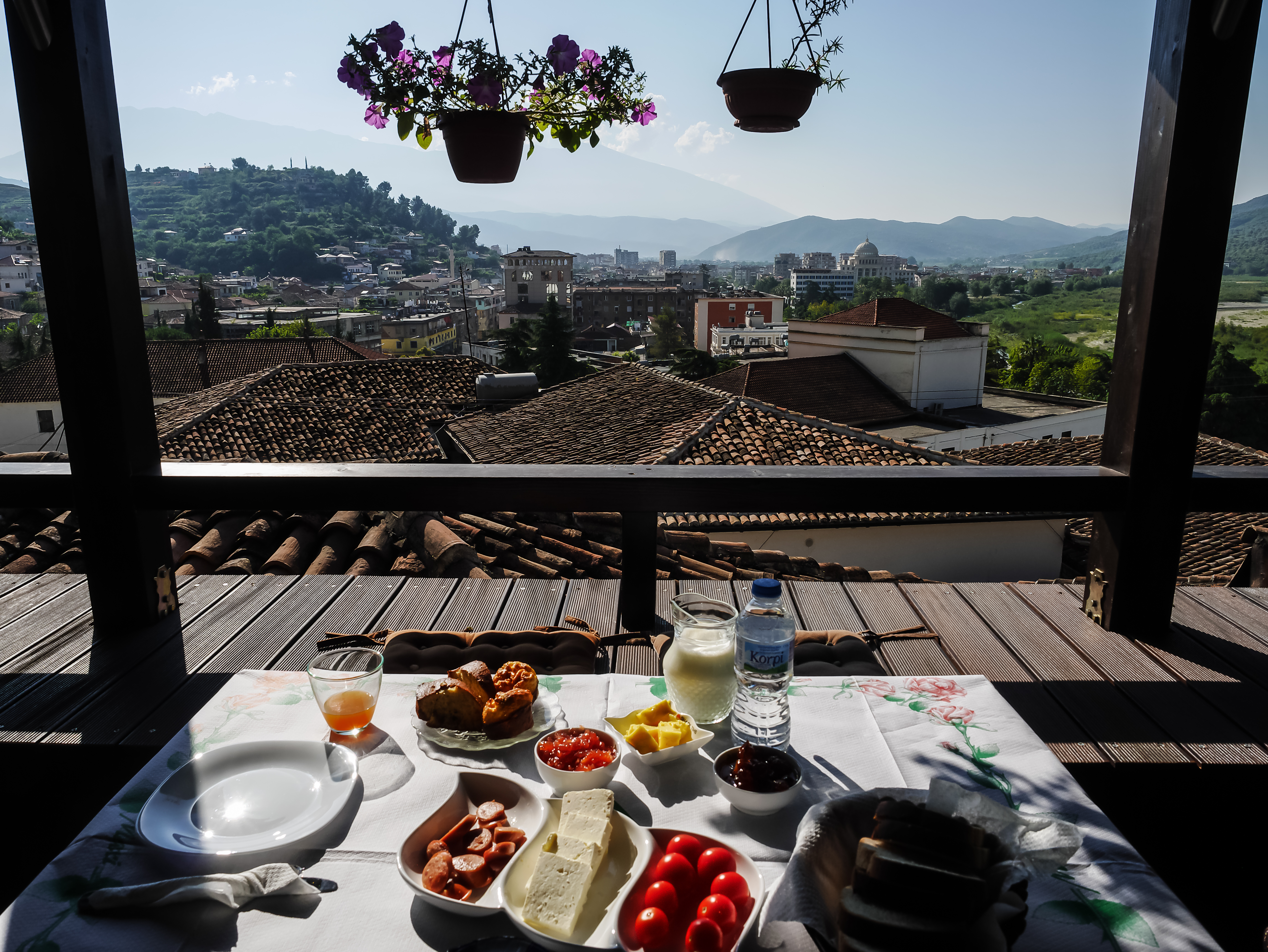
الإفطار في ألبانيا.

## المكونات

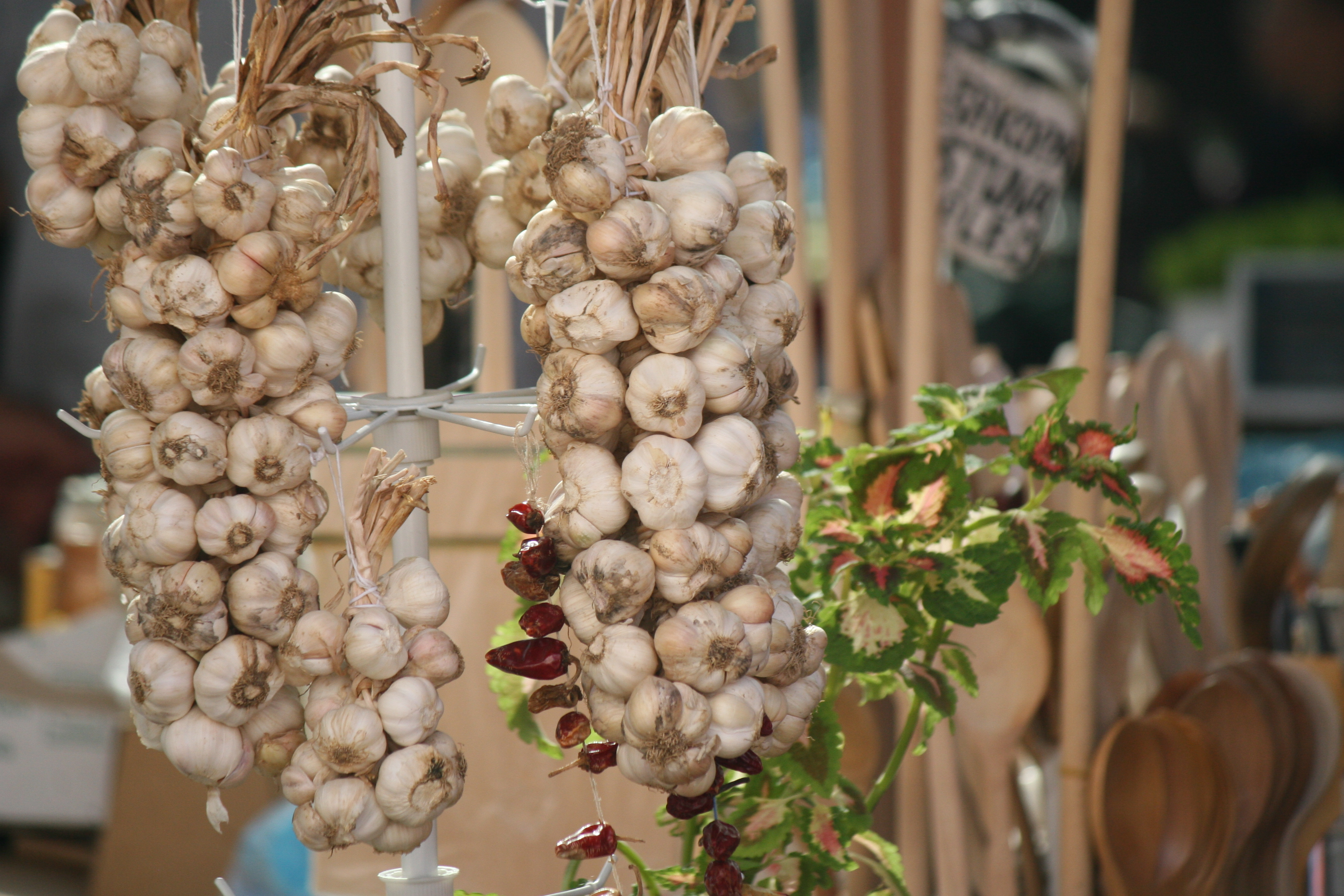
الثوم شائع في جميع أنحاء البلاد.

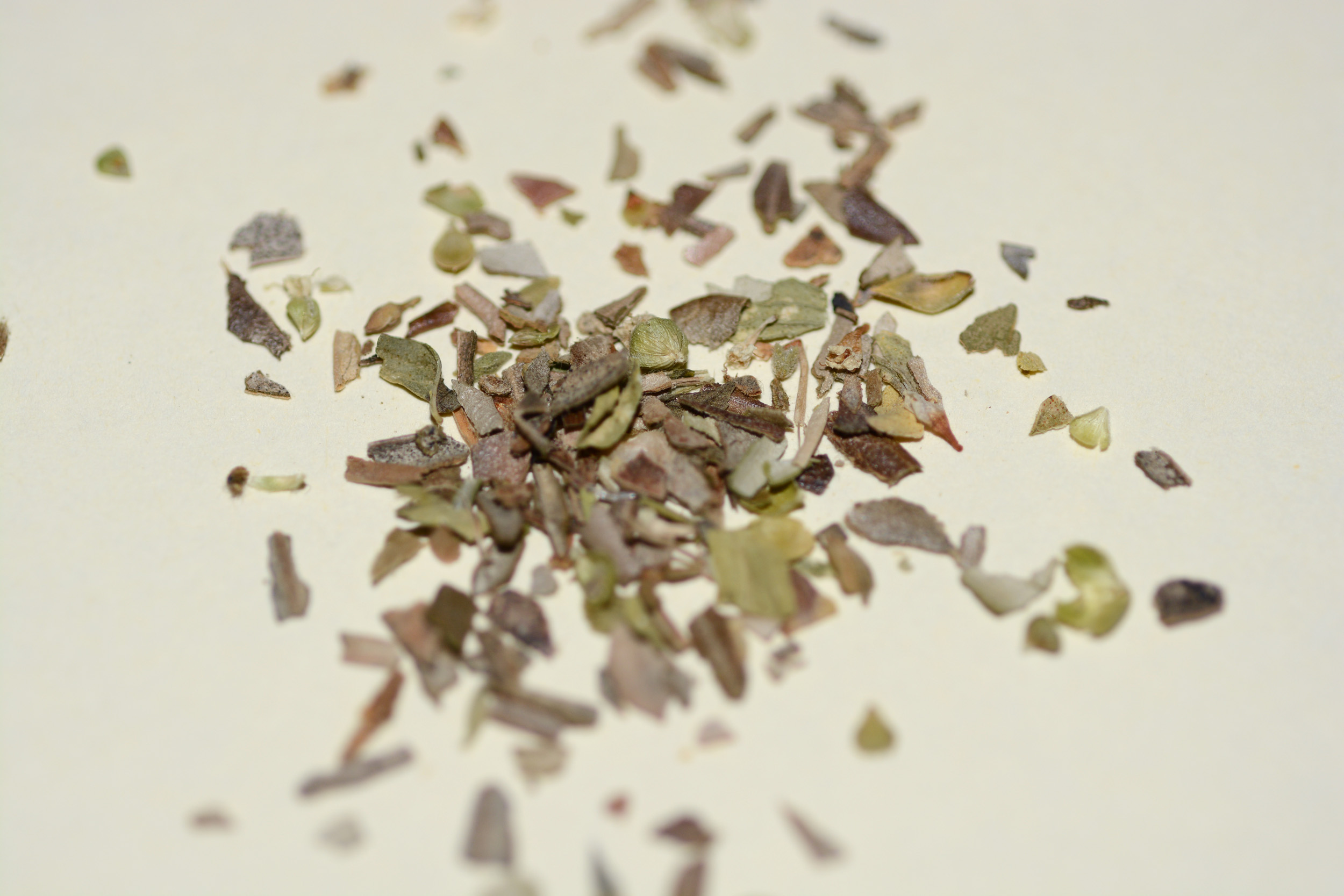
يُعتبر الأوريجانو من بين الأعشاب الأكثر استخدامًا في المطبخ الألباني.

## المشروبات

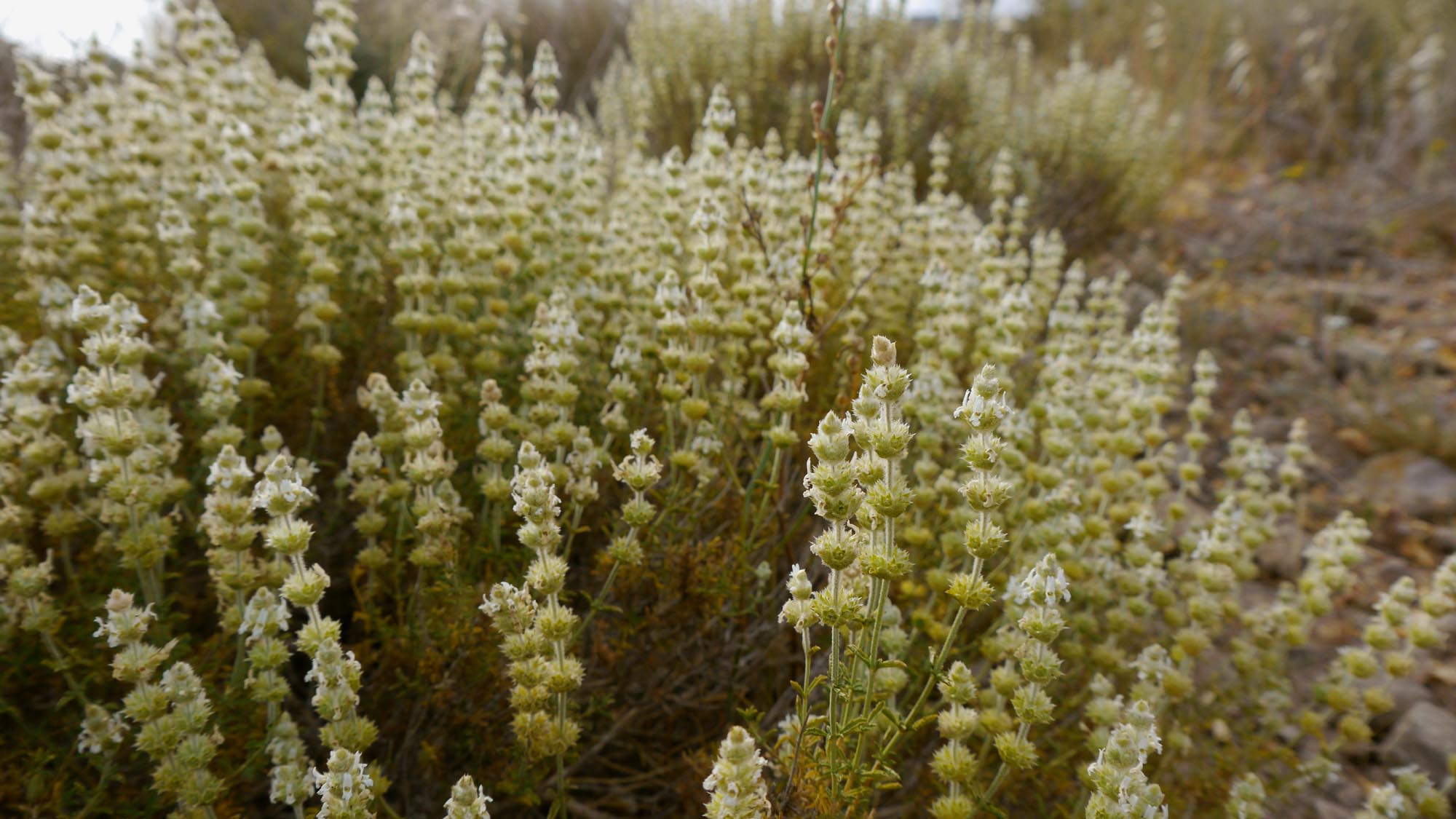
الشاي الجبلي له تقاليد عريقة في ألبانيا وهو الشاي الأكثر شعبية بين السكان المحليين.

الشاي من المشروبات التي يتم استهلاكها على نطاق واسع في جميع أنحاء ألبانيا ويتم تقديمه بشكل خاص في المقاهي والمطاعم أو في المنزل. البلد غني بزراعة مجموعة واسعة من الأعشاب. أشهر أنواع الشاي في ألبانيا تشمل الشاي الجبلي على الطريقة الألبانية، والذي ينمو في الجبال والقرى الألبانية، والشاي الأحمر على الطريقة الروسية والتركية مع السكر إلى الشاي بالليمون أو الحليب أو العسل.
القهوة هي مشروب آخر شائع في ألبانيا، ولكن بشكل خاص في المدن والقرى. هناك أنواع مختلفة من القهوة الشعبية في ألبانيا، بما في ذلك القهوة المخمرة والقهوة الفورية مثل اسبريسو، كابتشينو، ماكياتو، الموكا ولاتيه. توجد المقاهي في كل مكان في المناطق الحضرية وتعمل كأماكن اجتماع للتواصل الاجتماعي وإدارة الأعمال. يقدم جميعهم تقريبًا المخبوزات والسندويشات والعديد منهم يقدم أيضًا وجبات خفيفة. تشتهر تيرانا بشكل خاص بثقافة المقاهي.

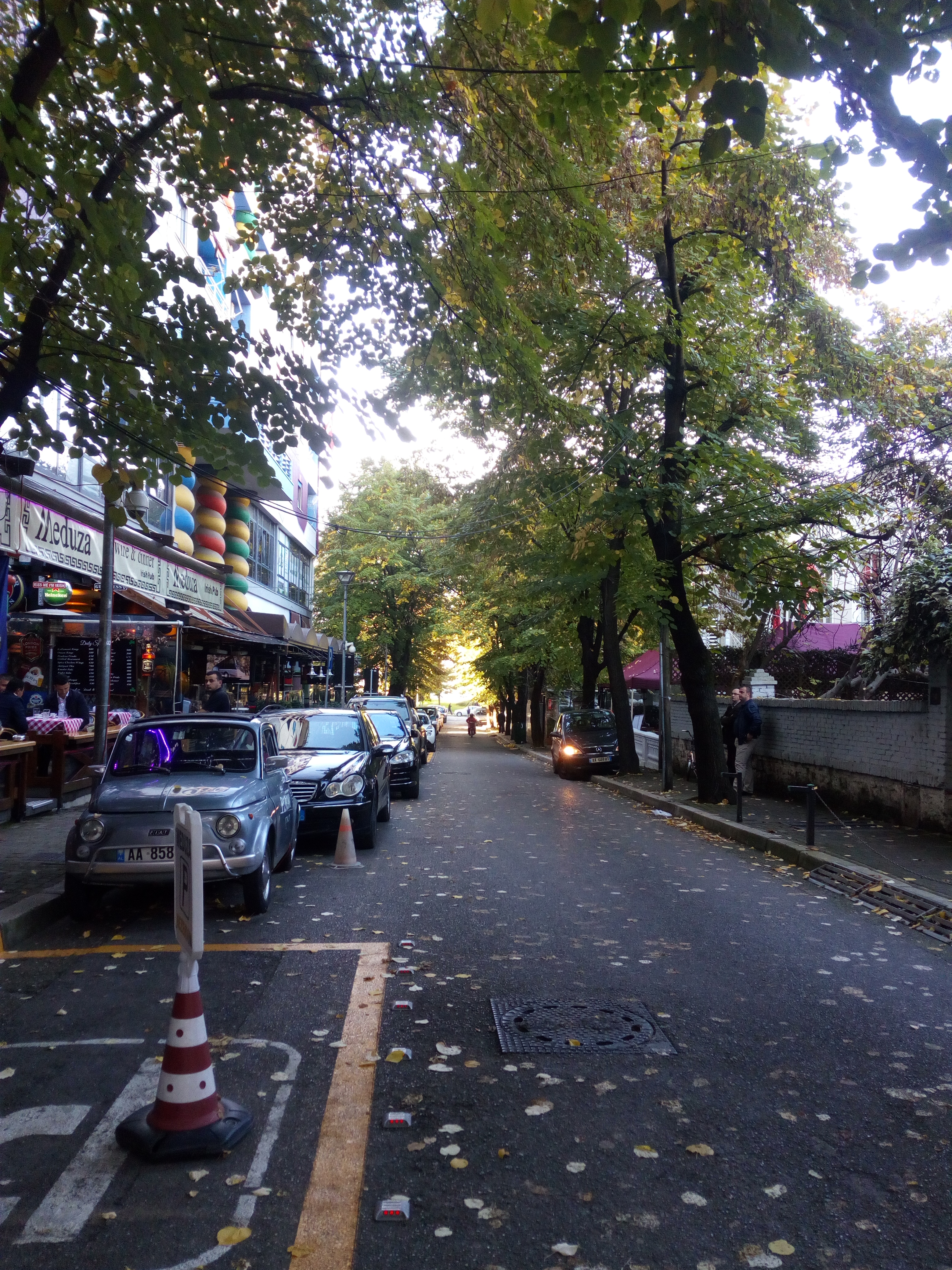
المقاهي على طول شارع مصطفى ماتوهيتي بالقرب من منطقة بلوكو في وسط تيرانا

في عام 2016، تجاوزت ألبانيا إسبانيا لتصبح الدولة التي تضم أكبر عدد من المقاهي للفرد في العالم. في الواقع، يوجد 654 مقهى لكل 100000 نسمة في ألبانيا، البلد الذي يبلغ عدد سكانه 2.5 مليون نسمة فقط..
عيران هو مشروب تقليدي وصحي يعتمد على الزبادي في ألبانيا مصنوع عن طريق مزج الزبادي بالماء أو الحليب والتوابل. ويحظى بشعبية خاصة خلال شهر الصيف ويمكن تقديمه مع الملح حسب الذوق.
بوظة، ملت المصنوع من الذرة (الذرة) والقمح الذي يستهلك على نطاق واسع مع الحلويات في ألبانيا.

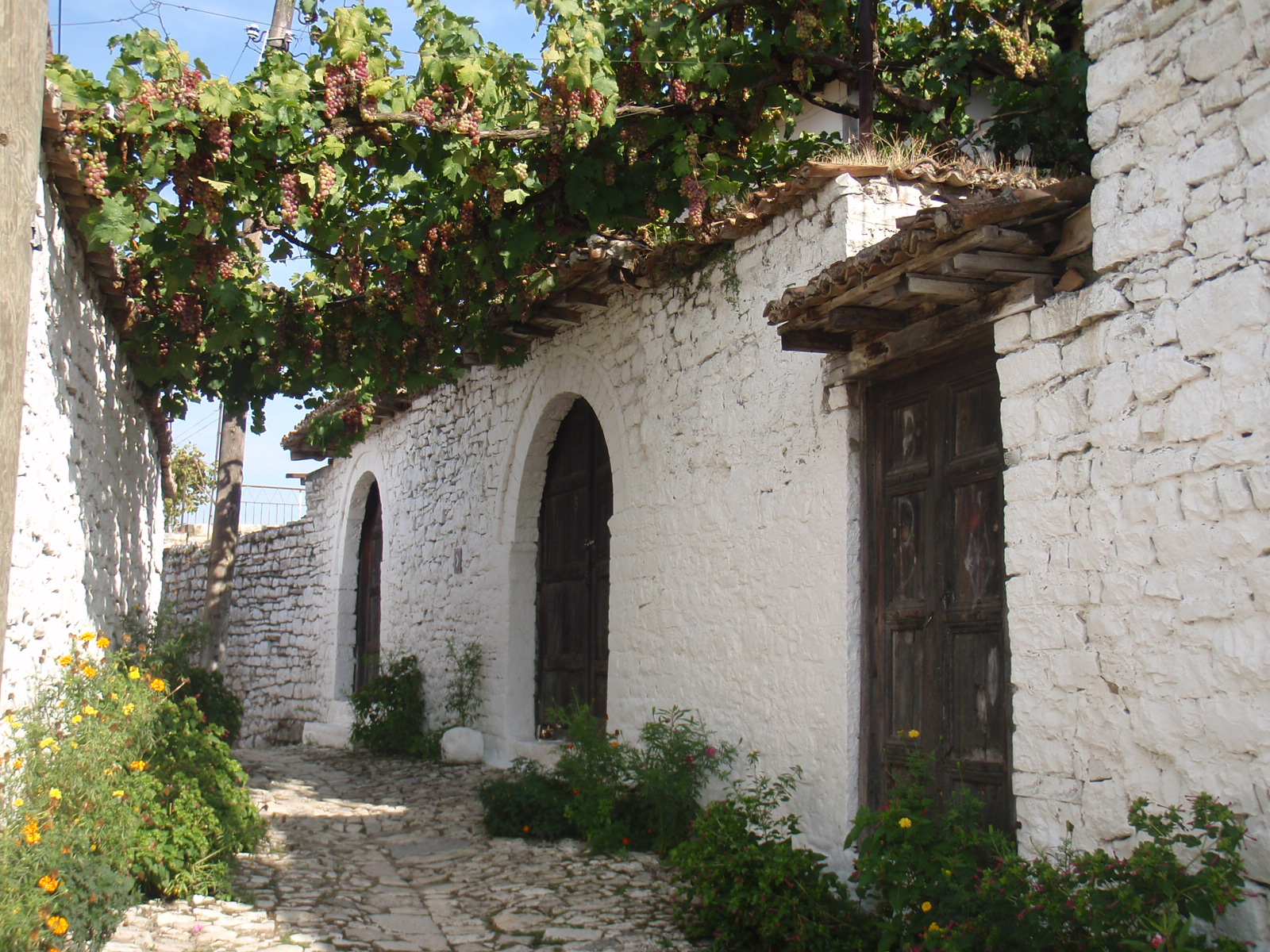
العنب في بيرات. يشتهر النبيذ الألباني بأصنافه المحلية وحلاوته المميزة

الراكي هي الروح الأكثر شعبية في ألبانيا. يعتبر مشروب الروح الوطنية للبلاد. أكثر أنواع الراكي شيوعًا في البلاد هي العنب أو البرقوق أو العليق. يتم تقديمه عادة لكبار السن ويتم تسخينه وتحليته بالعسل أو السكر مع إضافة التوابل. على الرغم من وجوده في جنوب البلاد، إلا أنالراكي ريجوني يحظى بشعبية كبيرة بين الناس وهو مصنوع من الأوريجانو الأبيض الذي يُزرع في المنطقة.
ألبانيا بلد تقليدي لشرب النبيذ. يشرب سكان ألبانيا الخمر باعتدال وتقريبًا دائمًا في وجبات الطعام أو المناسبات الاجتماعية. الإسلام هو دين الأغلبية في ألبانيا وبينما يميل المسلمون الملتزمين إلى تجنب استهلاك الكحول، إلا أنه متوفر في البلاد. يشرب الألبان حوالي 5.83 لترًا من النبيذ للشخص الواحد سنويًا، وهو ما يتزايد منذ زيادة إنتاج الألبان من النبيذ عالي الجودة لتلبية الطلب. يمكن إرجاع أصول إنتاج النبيذ في ألبانيا إلى 6000 عام، وتؤكد الأدلة التي تشير إلى أن إنتاج النبيذ أن ألبانيا من أوائل منتجي النبيذ في أوروبا.

## المعجنات والحلويات
هناك تقليد قوي للخبز المنزلي في البلاد وتوجد الحلويات في كل مدينة وقرية في جميع أنحاء البلاد. تتكون الحلويات والمعجنات الألبانية بالكامل في المقام الأول من الفواكه بما في ذلك البرتقال والليمون التي تنمو وكذلك في البلاد. تقليديا، غالبا ما تؤكل الفاكهة الطازجة بعد الوجبة كحلوى. هذه الأطباق مستوحاة من الحضارات الغربية والشرقية.

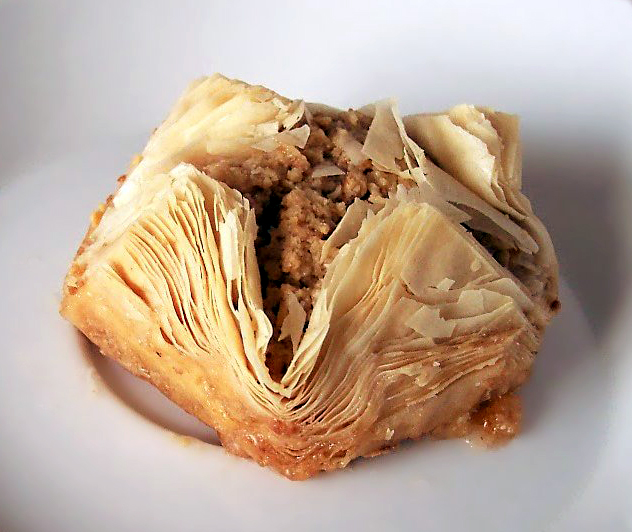
البقلاوة

كانولى هي معجنات من المطبخ الصقلى نموذجية وشائعة جدًا بين شعب أربيريشى، والتي أعادت هذا الطبق إلى أوطانهم، ألبانيا حيث يحظى بشعبية[بحاجة لمصدر]. وهي مصنوعة من قطع على شكل أنبوب من عجينة المعجنات المقلية، المحشوة بحشوة كريمية حلوة تحتوي عادة على الريكوتا. غالبًا ما يشار إلى كانوجيت من بيانا ديلى ألبانيزى، قرية أربيرشى، على أنها أفضل كانولو.
تُصنع البقلاوة بشكل متكرر في ألبانيا، خاصةً في الأعياد الدينية للمسلمين والكاثوليك والأرثوذكس. يتم تحضيرها على صواني كبيرة ومقطعة إلى مجموعة متنوعة من الأشكال. تكون البقلاوة إما بالبندق أو الجوز المحلى بالشراب.
بيتولا هي عجينة تقليدية مقلية مصنوعة من دقيق القمح أو الحنطة السوداء، وهي أيضًا طبق شهير بين الألبان وتقدم مع مسحوق السكر أو جبن الفيتا ومربى التوت.
الكعكة الإسفنجية هي قاعدة تقليدية للعديد من الحلويات والكعكات الألبانية مكونة من الدقيق والسكر والزبدة والبيض. يتم استخدام حشوات متنوعة مثل الجيلي والشوكولاتة والفواكه وكريم المعجنات.

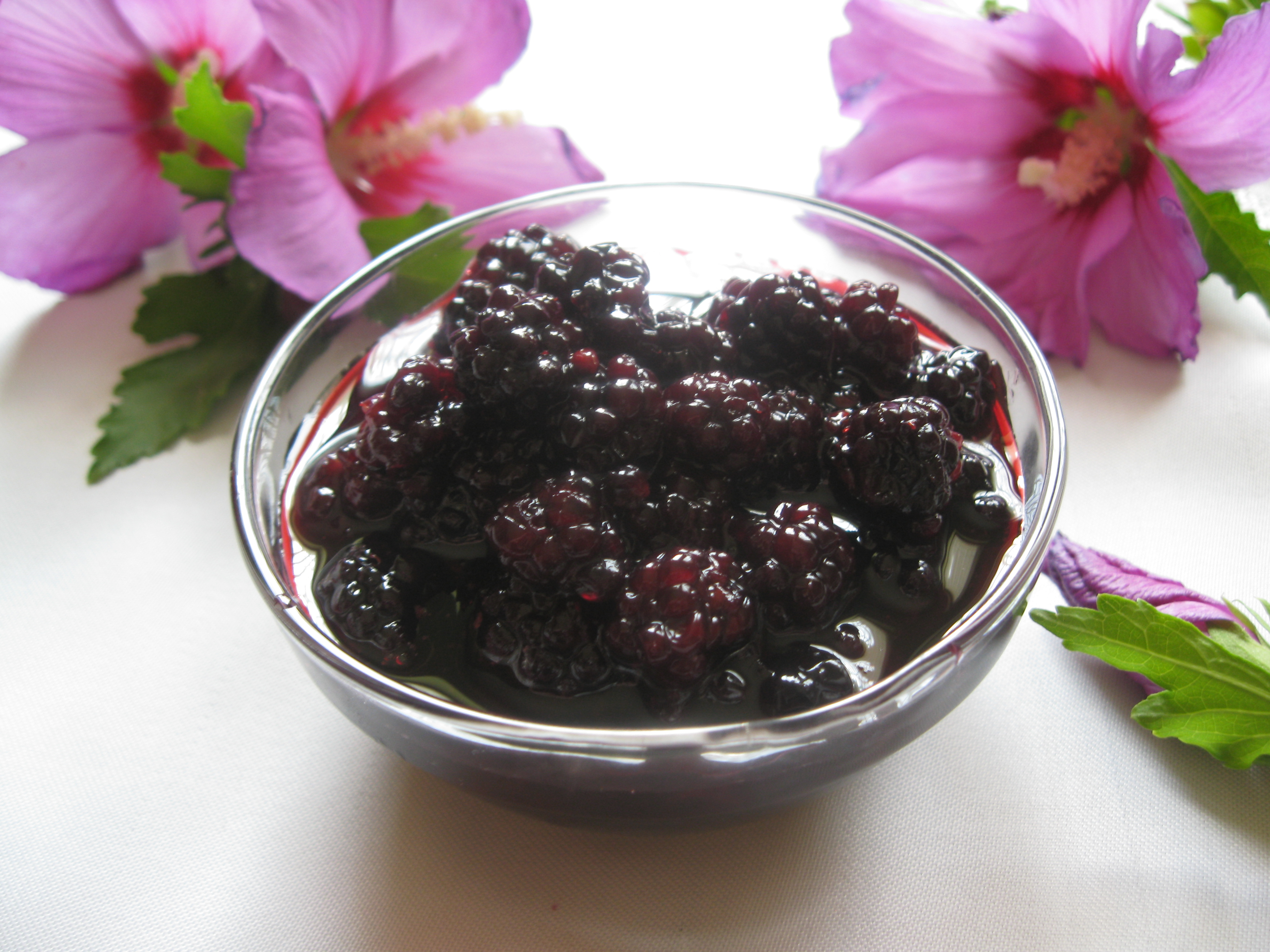
مربى العليق الأسود

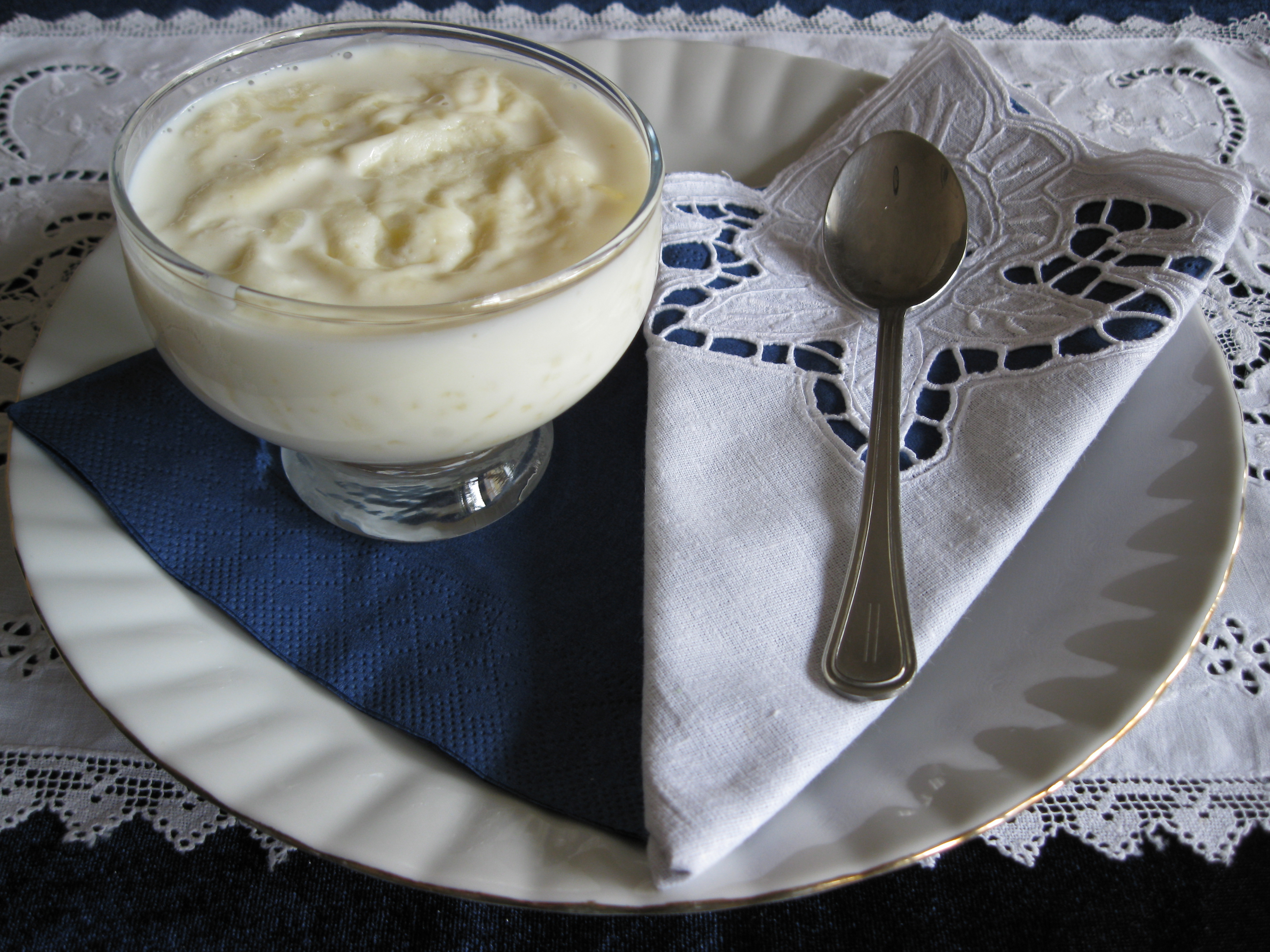
أرز بالحليب

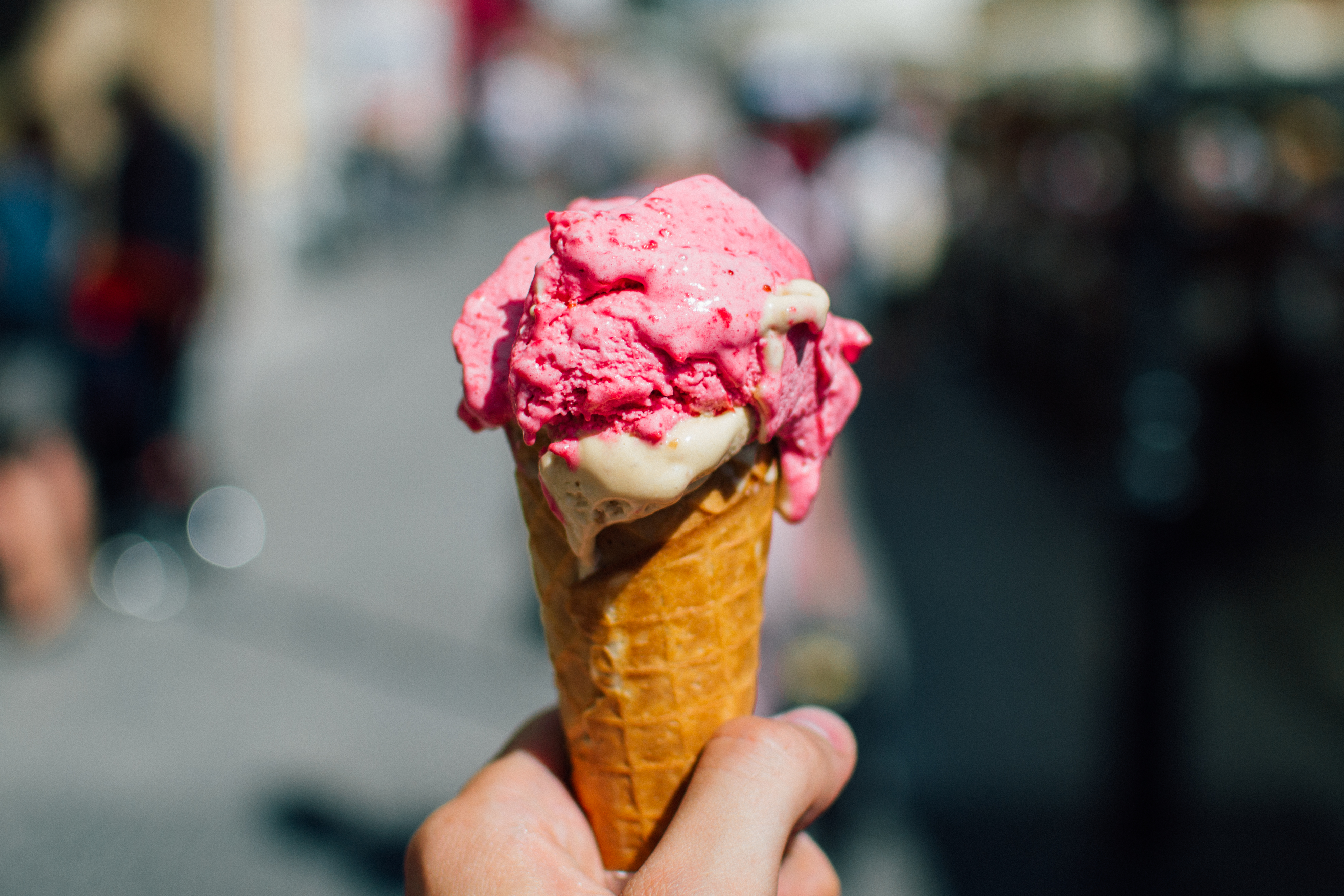
جيلاتى

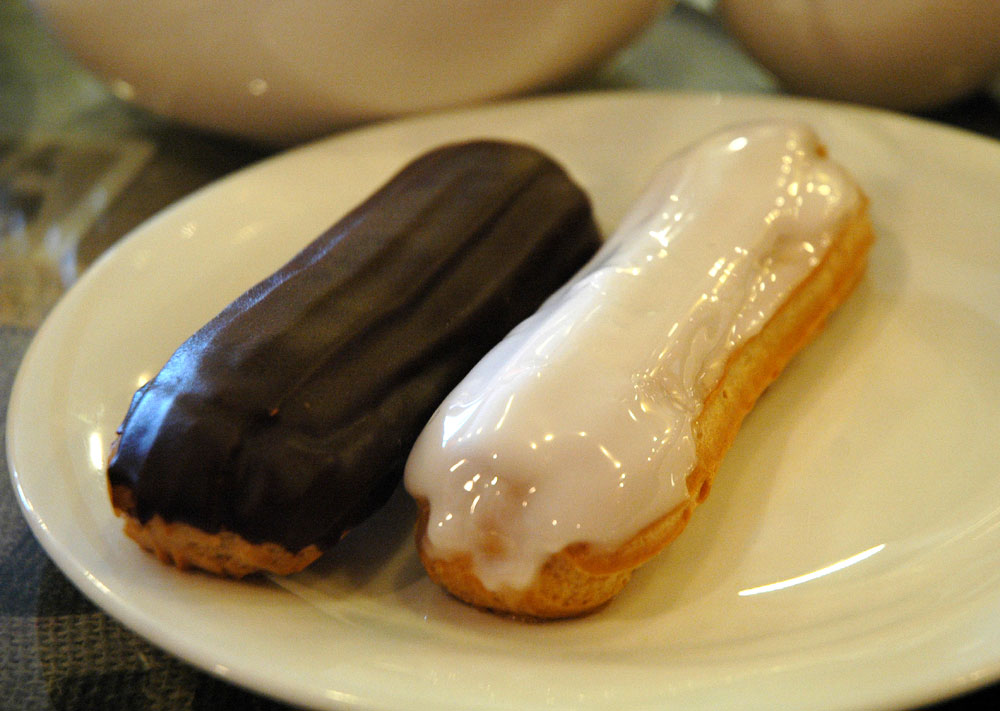
باستاشو

باستاشو مصنوع من عجينة الشو، مليئة بالكريمة، الفانيليا أو القهوة أو كاسترد بنكهة الشيكولاتة ومن ثم تصدر عادة مع فندان. تُعرف هذه الحلوى باسم إكلير في فرنسا وبيجنى في إيطاليا
أشور، أقدم حلوى في العالم، يتم تقديمها بشكل خاص خلال أعياد المسلمين (بكتاشي) في ألبانيا. وهو عبارة عن خليط يتكون من الحبوب والمكسرات وكذلك الفواكه والفواكه المجففة.
البانيتون محلى الصنع، وهو نوع إيطالي من رغيف الخبز الحلو، عادةً ما يتم تحضيره، والاستمتاع به بشكل خاص لعيد الميلاد ورأس السنة الجديدة في ألبانيا.
الملبن هي حلوى تركية يتم تناولها في ألبانيا.

## المقبلات والسلطات

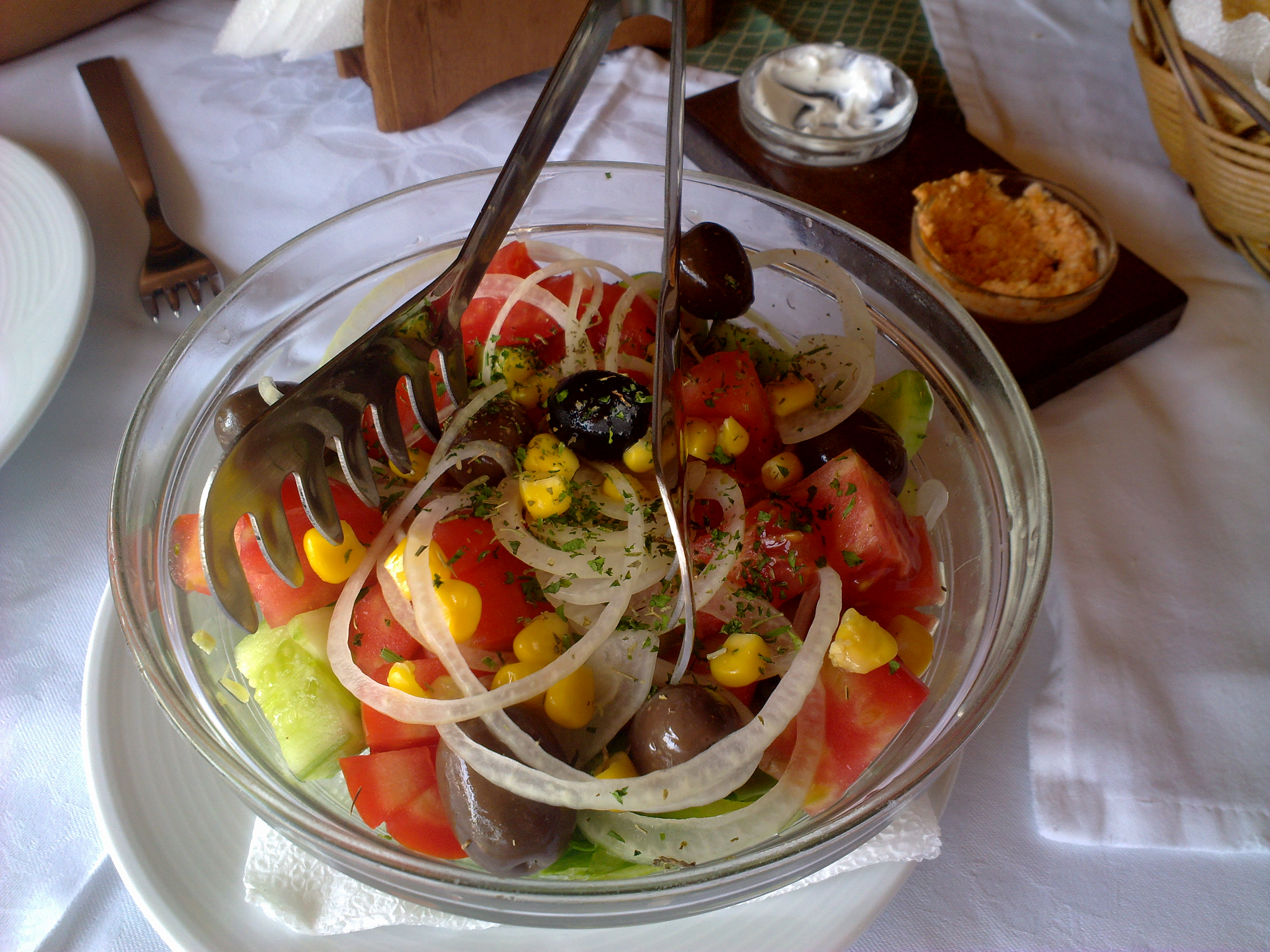
سلطة الخضار الألبانية النموذجية.

يتم تقديم سلطات الخضار تقريبًا جنبًا إلى جنب مع الغداء والعشاء، والتي تعتمد في الغالب على اللحوم. المكونات التي تستخدم دائمًا في السلطات هي الفلفل الأخضر أو الأحمر، البصل، الطماطم، الزيتون والخيار. السلطات التي تمثل المطبخ الألباني مضاف إليها بالملح وزيت الزيتون أو الليمون والخل. تعتمد الصلصات المعتادة على الثوم والليمون والفلفل الأسود.

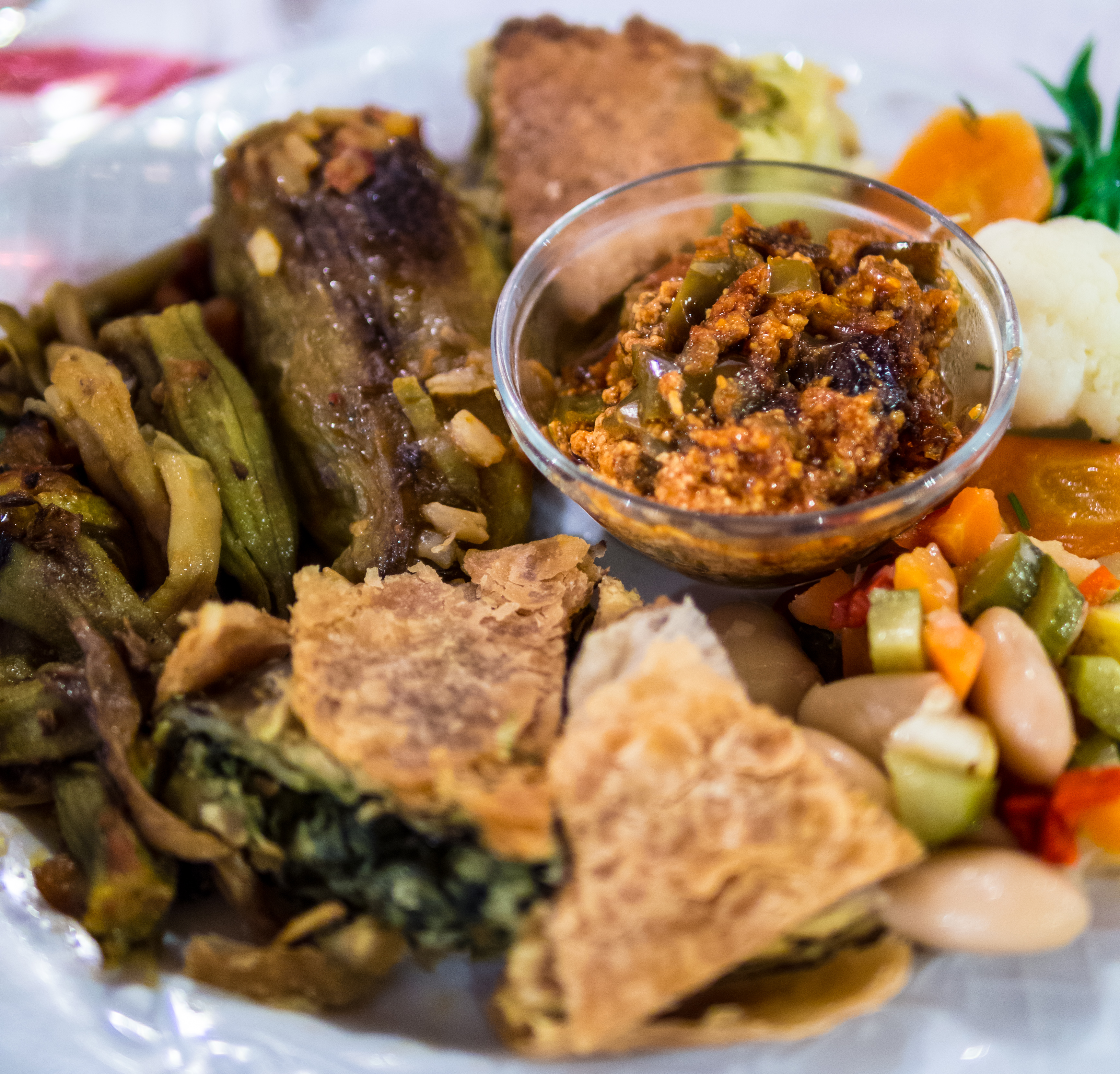
سبيكا تو فيرغوارا (فلفل مشوي) يقدم مع بيتي.

يتم تقديم المقبلات على الطريقة الألبانية من سلطات الخضروات الطازجة والمطبوخة والخيار المخلل والخضروات الأخرى والبيض المسلوق ولحم الخنزير المقدد والسلامي وجبن الفيتا مع الفلفل المشوي وزيت الزيتون والثوم في وجبات الأعياد وفي المطاعم. في الوقت الحاضر، تمزج التفسيرات الحديثة للمقبلات الألبانية مزيجًا تقليديًا وحديثًا من مختلف المقبلات.
ورق العنب هو طبق نباتي محشو مصنوع من أوراق العنب وزيت الزيتون ومحشو بالأرز ولحم البقر المشوي والبصل المفروم ويقدم بشكل عام باردًا مع الخبز والتاراتور.

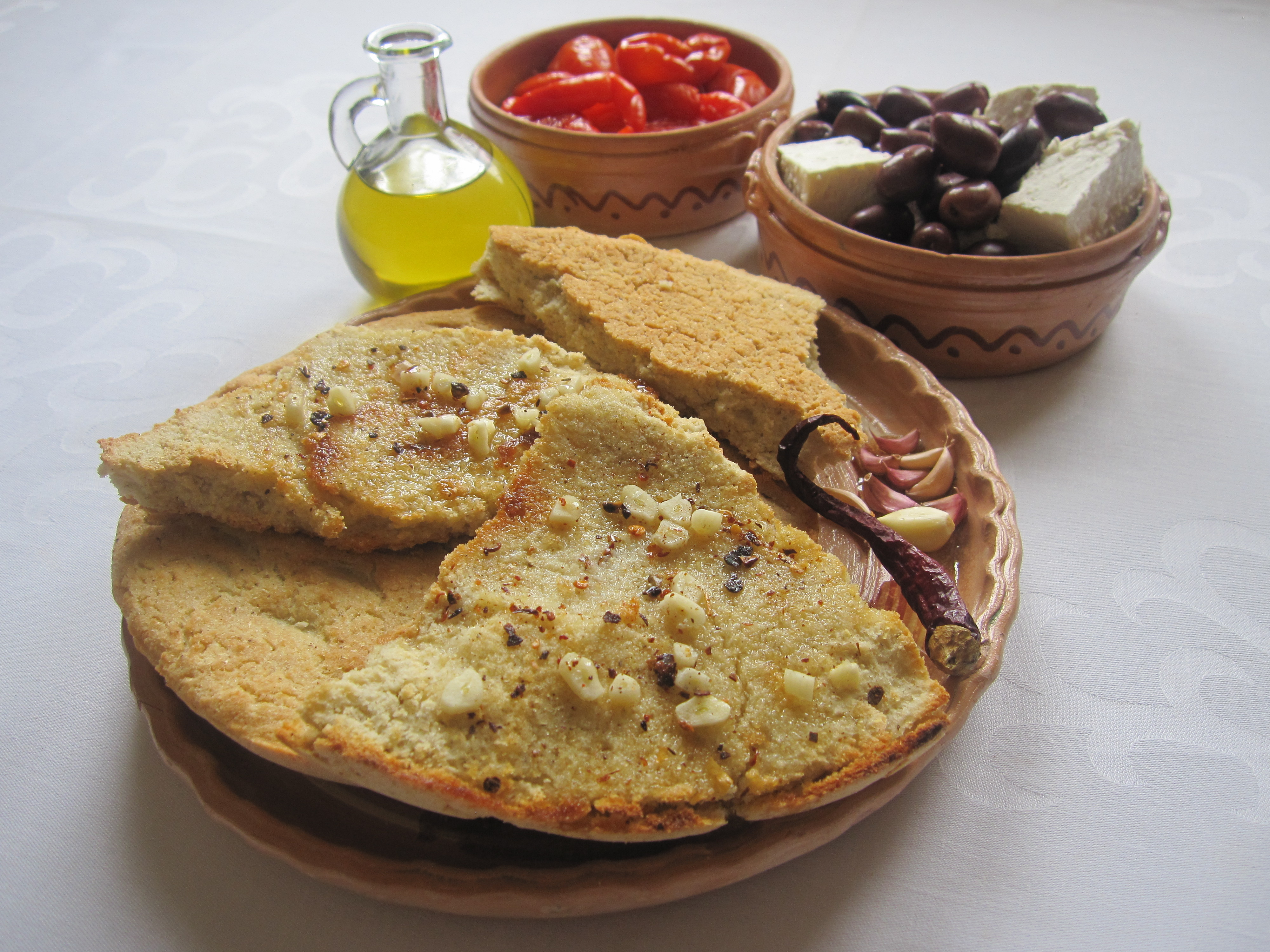
بوكي مسرى(خبز الذرة)

تاراتور عبارة عن مقبلات باردة حيث يتم تقديمها باردة عادة كطبق جانبي خلال أشهر الصيف الحارة. تشمل مكونات التاراتور الخيار والثوم وزيت الزيتون والملح والزبادي. عادة ما يتم تقديم الخضار والمأكولات البحرية المقلية والمشوية مع التاراتور.
الفاصوليا البيضاء الكبيرة (fasulle plaqi) هي مقبلات نموذجية أو طبق جانبي، تُخبز في وعاء فخاري مع الطماطم والبصل والنعناع والأوريغانو وأوراق الغار والفلفل الأسود.

## اللحوم والأسماك

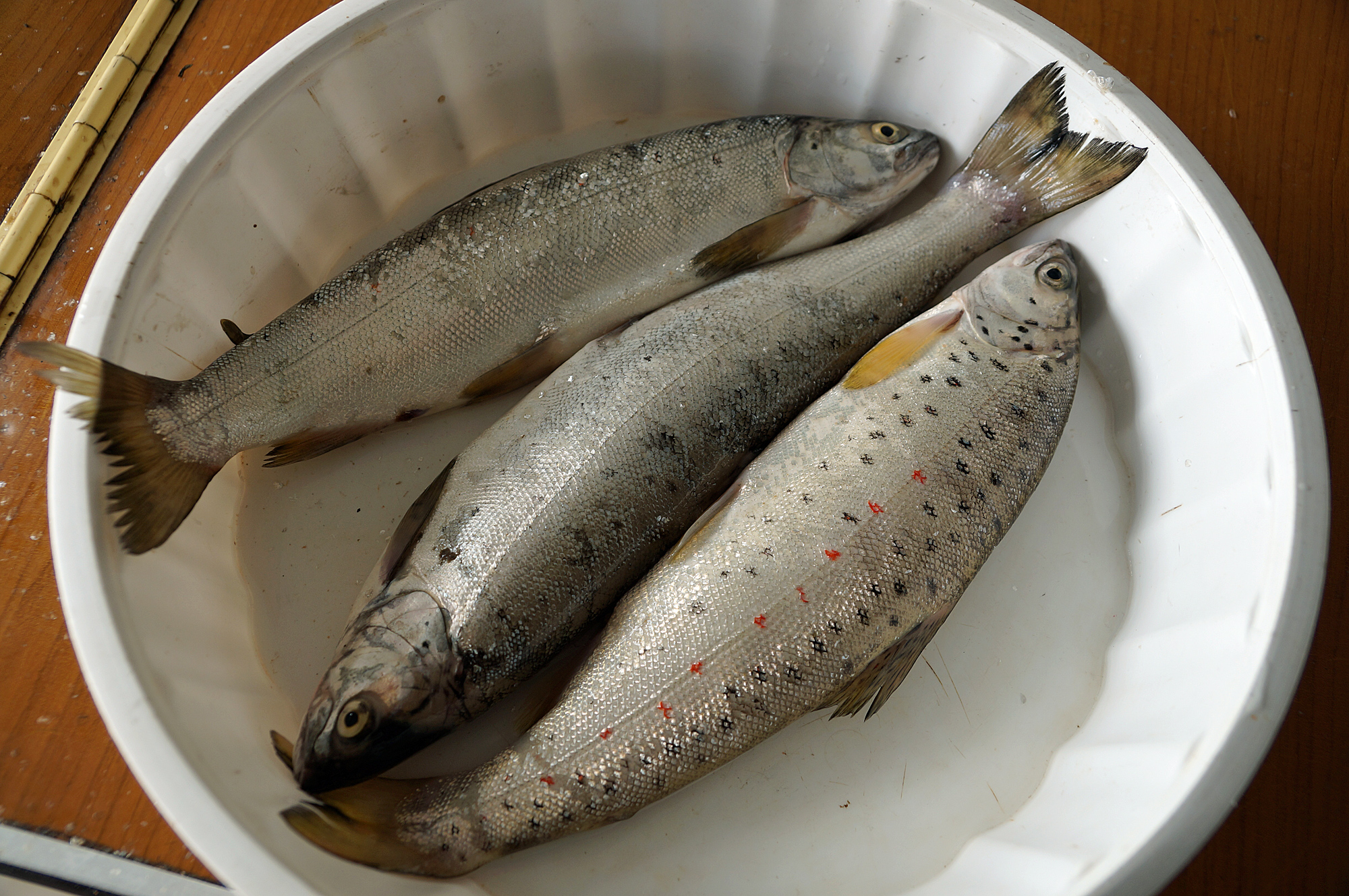
تراوت أوهريد هو تراوت قديم ولا يوجد إلا في بحيرة أوخريد.

يعتمد مطبخ البلاد على اللحوم إلى حد كبير. يُعد لحم البقر ولحم االعجل أكثر أنواع اللحوم استهلاكًا في ألبانيا، يليه لحم الخنزير. ألبانيا لديها العديد من المطاعم الصغيرة المتخصصة في لحم البقر ولحم الضأن ولحم الماعز ولحم العجل. تنتشر اللحوم المدخنة والمخللات في الأماكن المرتفعة. تستخدم أعضاء الحيوانات أيضًا في أطباق مثل الأمعاء والرأس من بين أجزاء أخرى، والتي تعتبر طعامًا شهيًا.
أكثر أنواع الدواجن التي يتم استهلاكها بشكل شائع الدجاج والبط. يتم تحضير الدجاج بعدة طرق، بدءًا من التحميص البسيط في الفرن وحتى الطواجن مع الصلصات الغنية.

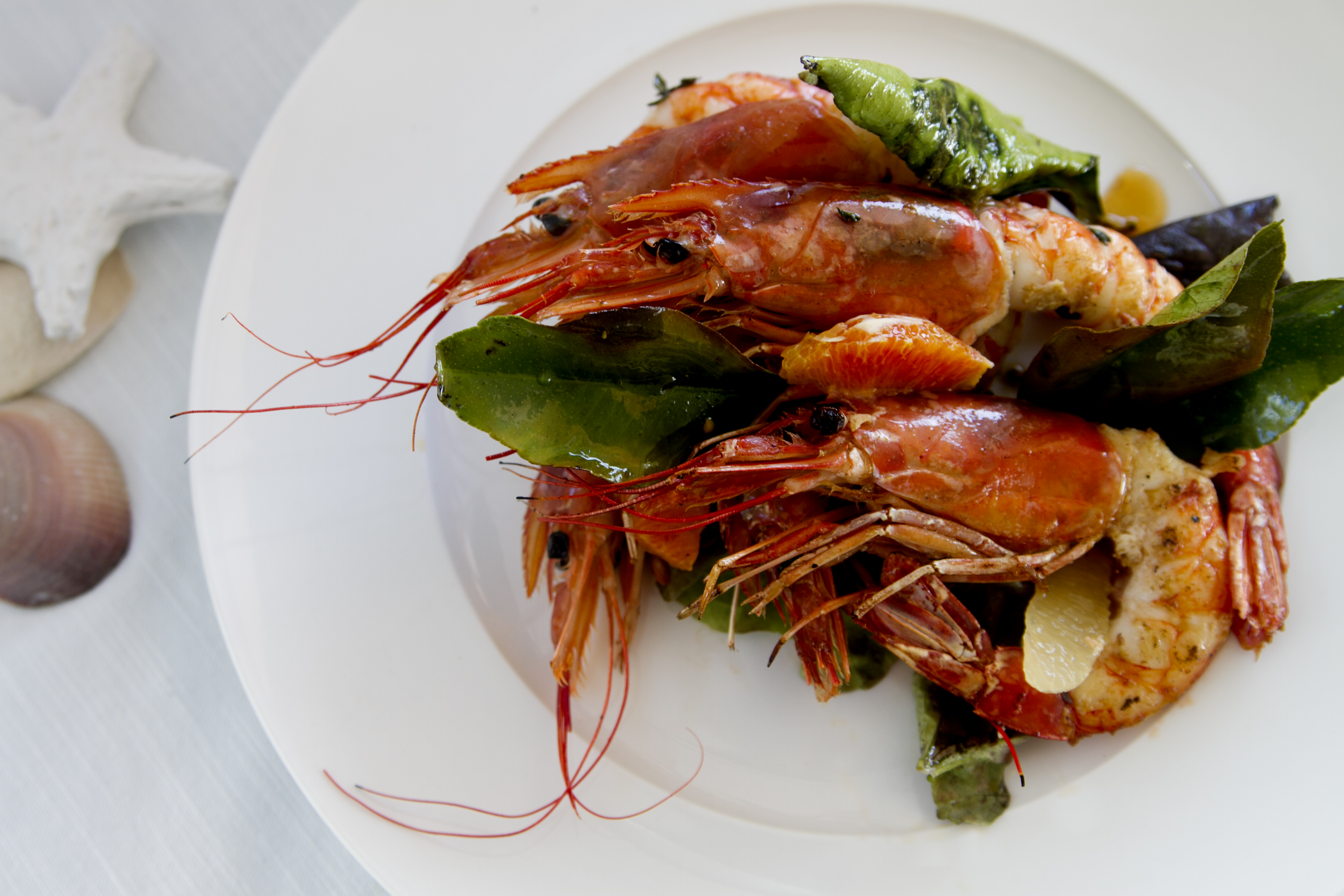
تحظى سكامبى بشعبية على طول السواحل.

تتوفر الأسماك الطازجة بسهولة ويتم اصطيادها من المناطق الساحلية للبحر الأدرياتيكي والبحر الأيوني داخل البحر الأبيض المتوسط ولكن أيضًا من بحيرة بوترينت وبحيرة سكيوتارى وبحيرة أوخريد وبحيرة بريسبا وكذلك كارافاستا لاجون ونارتا لاجون وباتوس لاجون. يتم تقديم الأسماك الطازجة كاملة، على طريقة البحر الأبيض المتوسط، مشوية، مسلوقة، مقليّة كاملة أو شرائح، مع عصير الليمون الطازج فقط. غالبًا ما تُنكَه أطباق السمك بالخل الأبيض وزيت الزيتون البكر، والتي تنمو بشكل خاص في جنوب ألبانيا.
الألبان الذين يعيشون في المدن الساحلية، وخاصة في دراس وسارنده وفلوره متحمسون لتخصصات المأكولات البحرية الخاصة بهم. تشمل أطباق المأكولات البحرية الشعبية سمك السلمون المرقط، السبيدج، الأخطبوط، الحبار، البربوني الأحمر، وباس البحر، الدنيس المذهب وغيرها. كما يتم استهلاك البياض المخبوز أو الشبوط أو البوري أو ثعبان البحر بزيت الزيتون والثوم على نطاق واسع في البلاد.

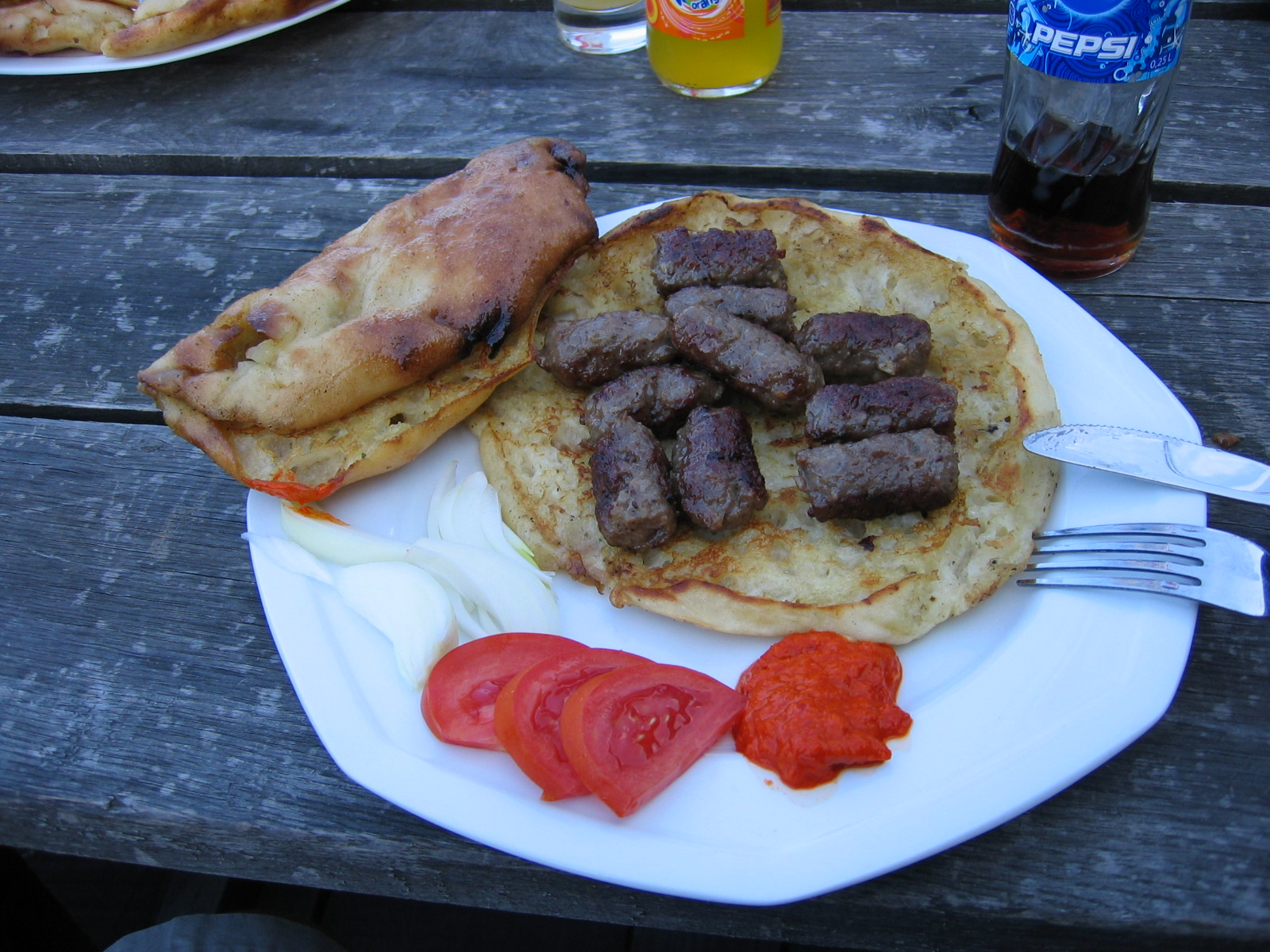
طبق مع قبابا.

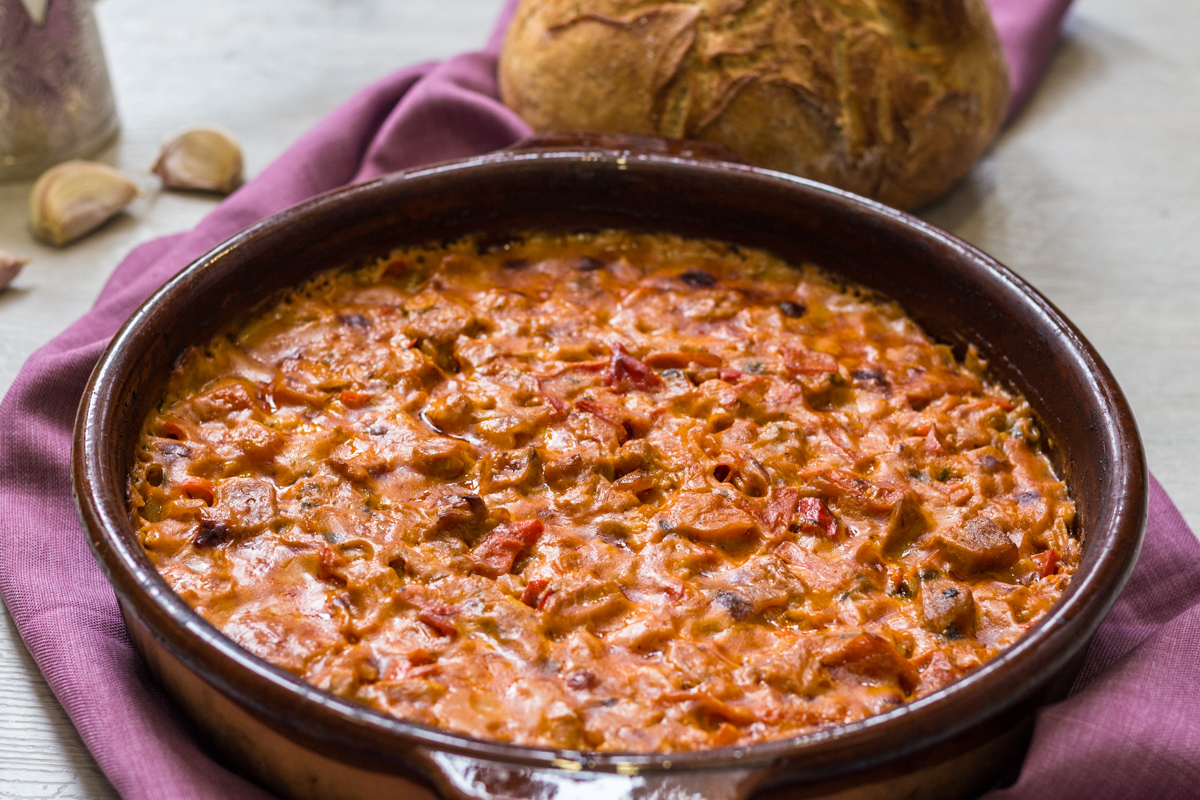
فرجيس مع لحم البقر

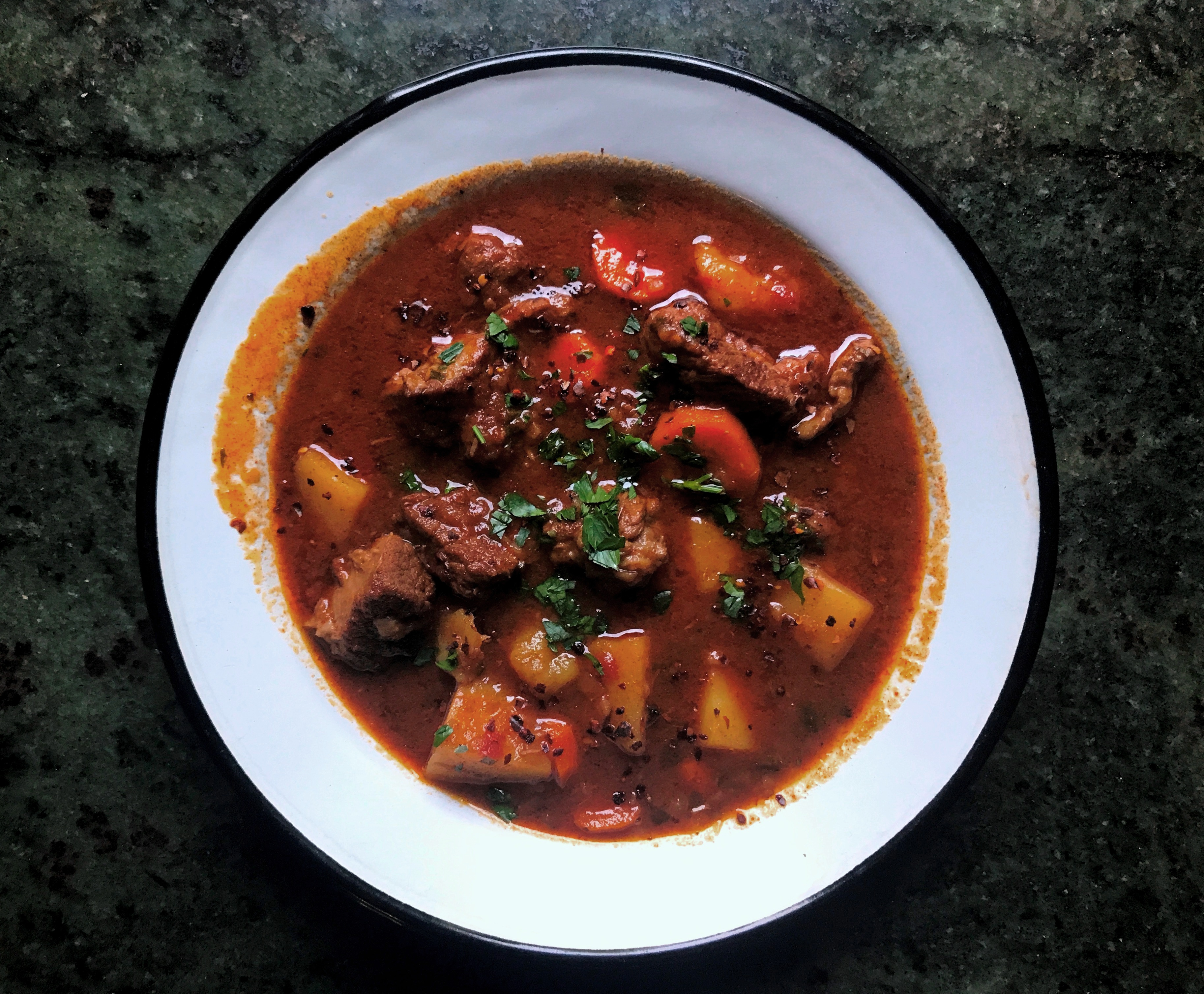
طبق من غولياش

## الفطائر

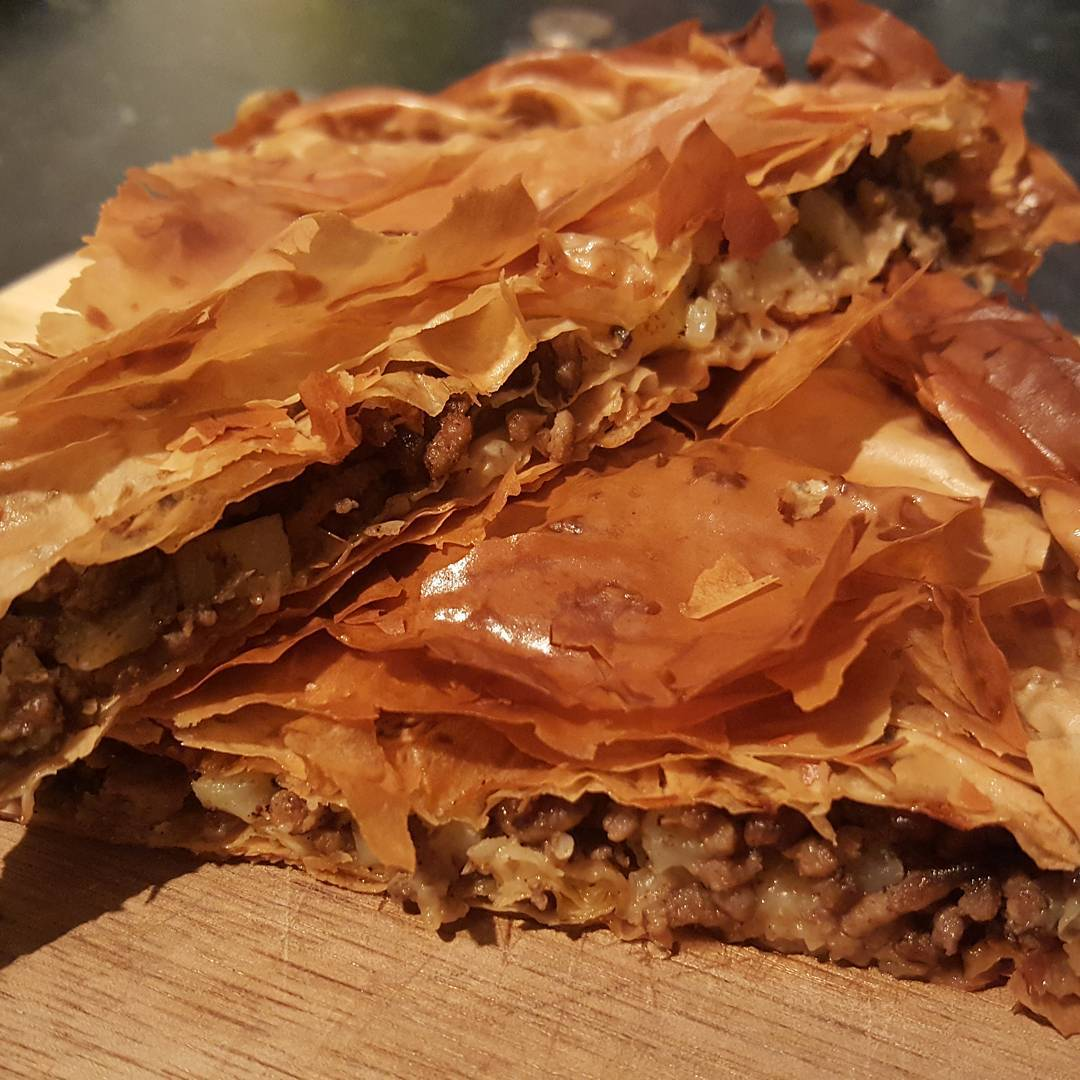
بايت مى مش أو بيرك

تعد الفطائر الألبانية من أكثر الأطباق المميزة والرمزية في المطبخ التقليدي. يمكن أن تكون إما حلوة أو مالحة. وبالتالي، قد تكون قطعة من هذه الفطيرة بمثابة الطبق الرئيسي للوجبة.
يعتبر بايت أيضًا أحد الأطعمة الوطنية لألبانيا ومعظم الألبان. نشر العديد من الموسيقيين المشهورين دوليًا من أصل ألباني مثل ريتا أورا، دوا ليبا، أكشن برونسون شغفهم بهذا الطبق الألباني.

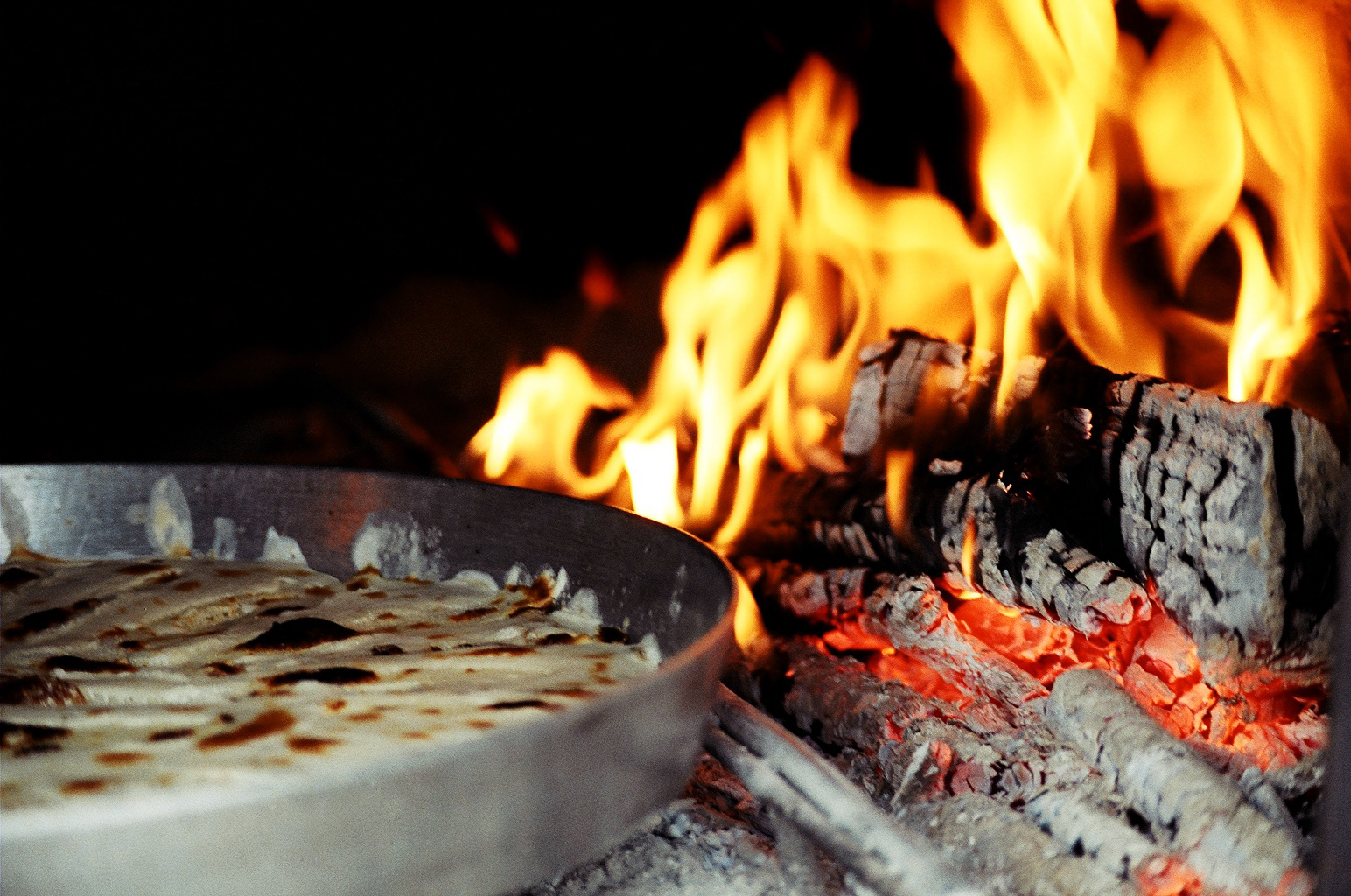
فليا

غالبًا ما يتم تقديمه ساخنًا وطازجًا مع الخضروات المخللة أو العسل أو الزبادي أو مربى الفاكهة. في الوقت الحاضر، تظهر فليا بشكل أساسي في التجمعات الاجتماعية الكبيرة وحفلات الزفاف والميلاد والاحتفالات والمناسبات الأخرى. فلي هو طبق مطبوخ بشكل رئيسي في كوسوفو. من المهم ملاحظة أن الأطباق قد تختلف حسب المنطقة في ألبانيا. البقلاسرم عبارة عن فطيرة ذات طبقات، والمعروفة باسم بايت، بدون أي شيء بداخلها، وهي مغطاة باللبن والثوم ثم تُسخن مرة أخرى. يؤكل بشكل خاص عند تناول طعام الغداء. طبق شعبي آخر هو فطيرة اليقطين، وهى مصنوعة من طبقات المعجنات فيلو محشوة اليقطين المهروس، الزبدة، الملح أو السكر.

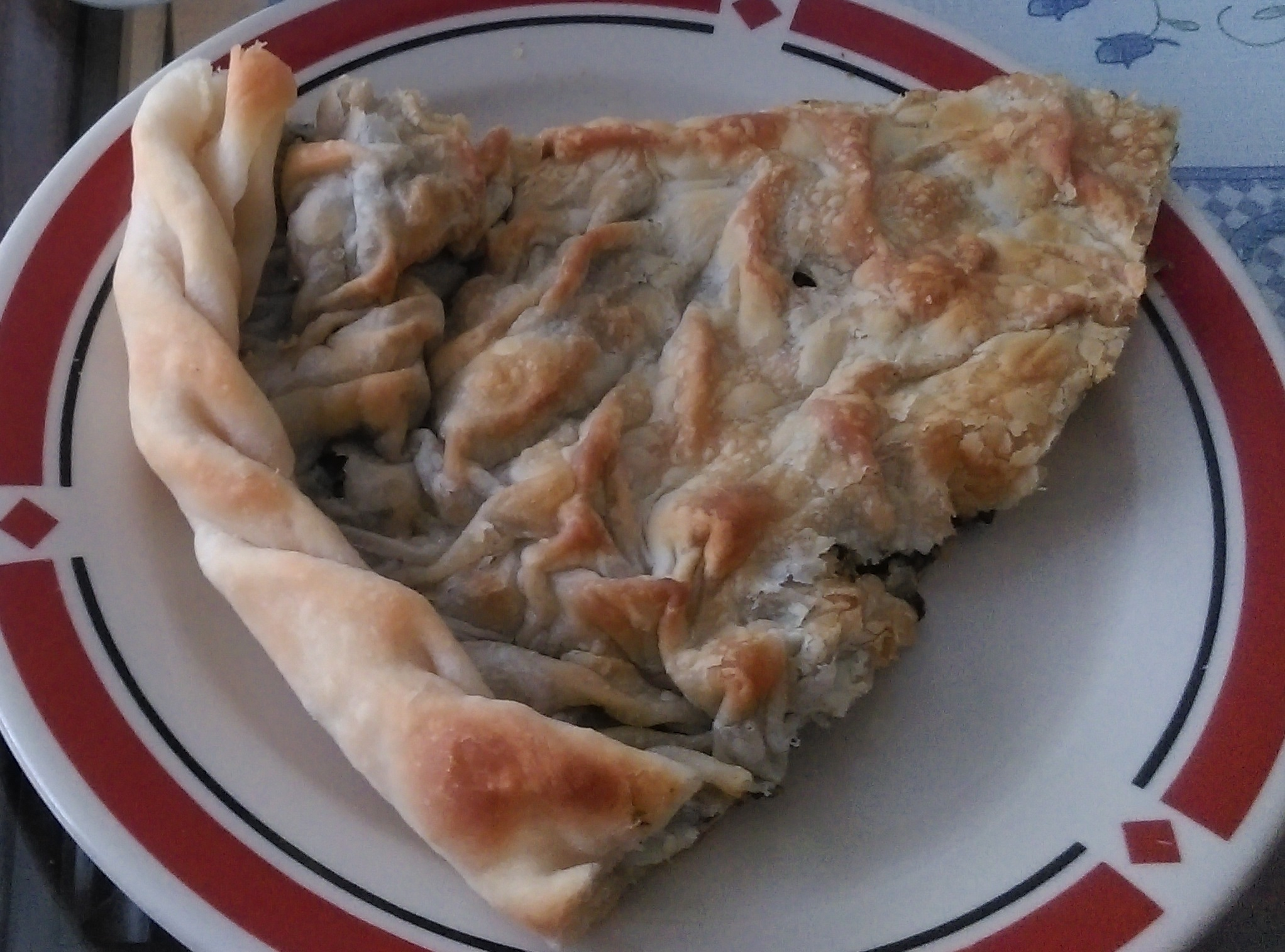
لاكرور بحشوة السبانخ

## الآثار الصحية
يندرج المطبخ الألباني ضمن فئة «حمية البحر الأبيض المتوسط»، والتي تتضمن استهلاكًا عاليًا للمأكولات البحرية والخضروات والفواكه والمكسرات وزيت الزيتون، ومع ذلك يتم استهلاك لحم البقر ولحم العجل ولحم الضأن ولحم الخنزير بشكل شائع أيضًا. يُعتقد أنه بسبب هذا النظام الغذائي، تتمتع ألبانيا بعمر افتراضي مرتفع للغاية عند مقارنة قوتها الاقتصادية مع البلدان الأخرى، والتي وصفها بعض الباحثين بأنها «المفارقة الألبانية».